# ترتوکوینول
ترتوکوینول (به انگلیسی: Tretoquinol) با فرمول شیمیایی C۱۹H۲۳NO۵ یک ترکیب شیمیایی با شناسه پاب‌کم ۶۵۷۷۲ است. که جرم مولی آن ۳۴۵٫۳۹ g/mol می‌باشد. 